# 西共节

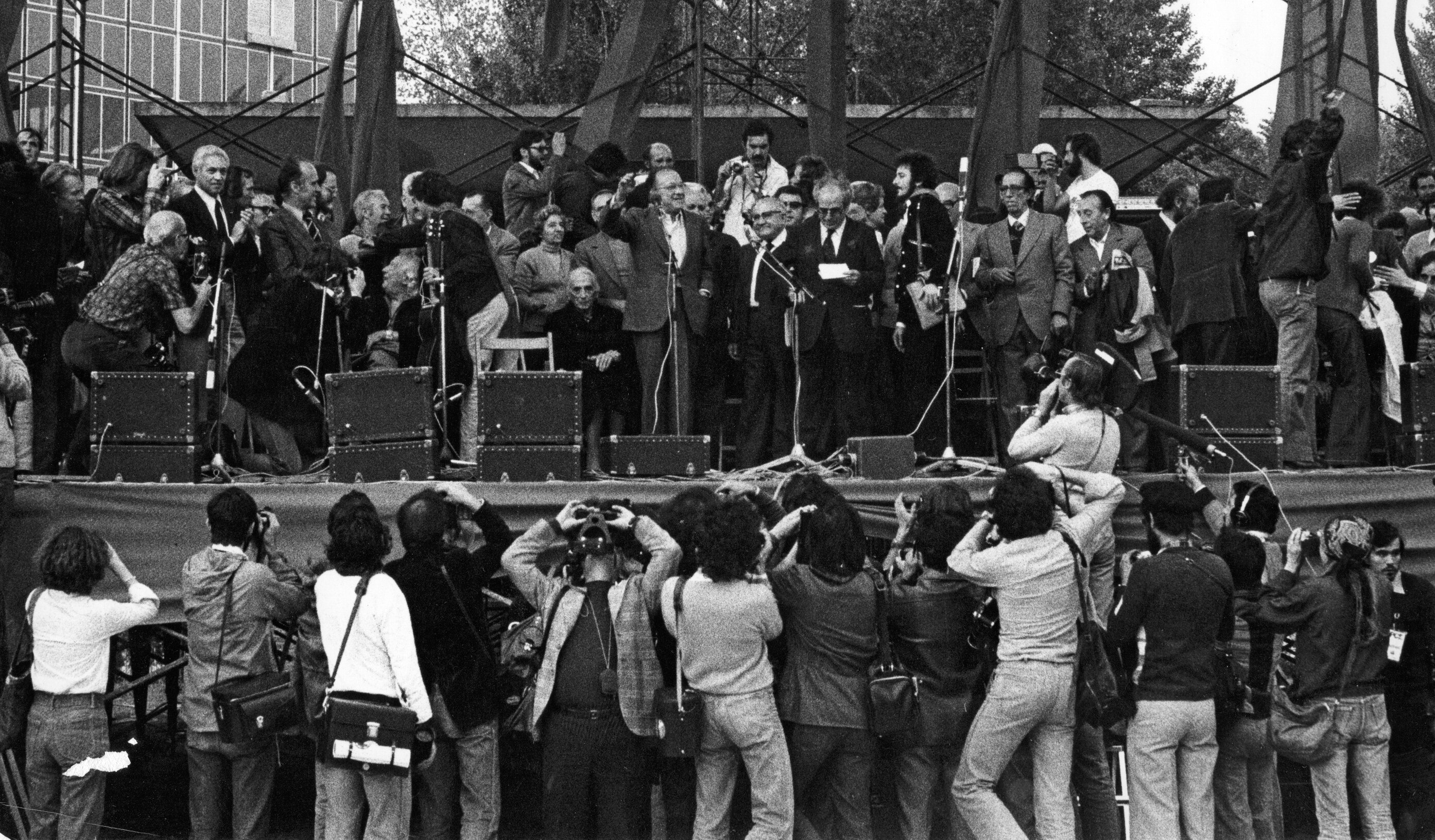
1977年的西共节

西共节（西班牙語：Fiesta del PCE）是西班牙共产党（简称“西共”）每年在马德里举办的节庆活动，它于每年9月的第三个星期举行。该活动是马德里每年的重要的文化和政治事件之一。西班牙共产党总书记通常会在该活动的开幕式上发表有关当前的政治议题的演讲。